# از آن خوشم می‌آید (لوسیانا کاپراسو)
«از آن خوشم میاد» تک‌آهنگی از هنرمند اهل بریتانیا، لوسیانا کاپراسو است.